# 이병천 (1893년)
이병천(李柄千, 1893년 7월 ~ 1980년)은 일제강점기의 관료이다.

## 생애
함경북도 성진군 학남면 출신이다. 경성부의 경성전수학교를 졸업하고 조선총독부 도서기로 임용되면서 관직에 들어섰다.
1916년부터 총독부 도서기로 강원도 제2부에서 근무하였으며, 이후 관제개편으로 1921년에는 강원도 도속으로 재무과에서 재직하였다. 내무부 심사과, 지방과를 거쳐 1923년에는 총독부 군수로 승진하였다.
강원도 이천군 군수를 거쳐 1928년 원주군, 1930년 황해도 신천군, 1931년 재령군, 1934년 옹진군 군수로 차례로 발령받았다. 재령군수이던 1934년을 기준으로 정6위 훈6등에 서위되어 있었으며, 1936년 7월에 퇴관하였다.
옹진군수로 재직 중이던 1935년에 총독부가 편찬한 《조선공로자명감》에 353명의 공로자 중 한 명으로 기재되어 있다. 《조선공로자명감》에는 처세술이 뛰어나다는 인물평도 실려 있다.
2008년 민족문제연구소가 공개한 민족문제연구소의 친일인명사전 수록예정자 명단 중 관료 부문에 포함되었다.

## 참고자료
- 이병천(李柄千) - 국사편찬위원회